# Mantia Callender
Fleeta Mantia Callender (* 14. Juli 1973 in London; † 22. November 2011 in Boise) war ein englischer Basketballspieler.

## Werdegang
Mantia Callender, ein aus London stammender, einst 2,03 Meter großer Innenspieler studierte und spielte von 1994 bis 1998 in den Vereinigten Staaten: Erst am College of Southern Idaho, dann an der Middle Tennessee State University, für die er zwischen 1996 und 1998 58 Spiele bestritt und im Durchschnitt 4,7 Punkte sowie 4,7 Rebounds erzielte.
Während seiner Laufbahn als Berufsbasketballspieler stand Callender zunächst kurz bei Ginásio Figueirense (Portugal) und dann von 1998 bis 2001 beim österreichischen Bundesligisten Kapfenberg unter Vertrag. 2001 gewann er mit der Mannschaft österreichischer Staatsmeister. Während seiner Kapfenberger Zeit spielte er mit der Mannschaft auch im europäischen Vereinswettbewerb Korać-Cup. Mit der englischen Nationalmannschaft nahm er 2000 an der Europameisterschaftsqualifikation teil.
In der Saison 2001/02 spielte er zunächst für Larissas Faros in der zweiten griechischen Liga und wechselte dann zum deutschen Bundesligisten SV 03 Tübingen. In 16 Bundesliga-Spielen der Saison 2001/02 erzielte er im Durchschnitt 8,6 Punkte und 7,6 Rebounds je Begegnung und stieg mit der Mannschaft in die 2. Bundesliga ab. Callender blieb zwei weitere Spielzeiten in Tübingen. Im Frühjahr 2004 stieg er mit Tübingen als Meister der 2. Bundesliga Süd in die Bundesliga auf. Callender trug zum Gewinn des Meistertitels im Laufe der Saison 2003/04 im Schnitt 9,6 Punkte je Begegnung bei.
In der Saison 2004/05 spielte Callender für die Mannschaft London United in seiner Heimatstadt, 2005 kehrte er mit seiner Familie in die Vereinigten Staaten zurück und ließ sich in Wilder im Bundesstaat Idaho nieder. Er war als Basketballtrainer an den Schulen Wilder High School und Greenleaf Friends Academy tätig. Im Juni 2011 erlangte Callender an der University of Phoenix einen Hochschulabschluss im Fach Wirtschaft. Im August desselben Jahres trat er in Caldwell eine Lehrerstelle an. Callender starb im Alter von 38 Jahren an einem Aneurysma. Mit seiner Ehefrau hatte er zwei Töchter und war Adoptivvater von Marck Coffin.